# Крис Морис
Крис Морис (енгл. Christopher Barry Morris; Корнвол, 24. децембар 1963) бивши је ирски фудбалер, рођен у Енглеској.

## Каријера

### Клуб
Дебитовао је 1983. године за тим Шефилд венздеј, где је провео четири сезоне, играо је на 74 првенствене утакмице.
Својом игром за овај тим привукао је пажњу представника стручног штаба Селтика у који је дошао 1987. године. Наредних шест сезона играчке каријере играо је за тим из Глазгова. Већину времена проведеног у Селтику, био је стандардни првотимац.
Године 1993. прелази у фудбалски клуб Мидлсбро, за који је играо четири сезоне. Професионалну фудбалску каријеру завршио је играјући за тим Мидлзброа 1997. године.

### Репрезентација
Дебитовао је за сениорску репрезентацију Ирске 1987. године. Током каријере у националном тиму, која је трајала 5 година, одиграо је 35 мечева за национални тим.
Као део националног тима учествовао је на Европском првенству 1988. у Западној Немачкој и на Светском првенству 1990. у Италији.

## Успеси
Селтик
- Фудбалска лига Шкотске: 1987/88.
- Куп Шкотске: 1987/88, 1988/89.

Мидлсбро
- Прва дивизија Енглеске: 1994/95.
- Лига куп: финалиста 1996/97.
- ФА куп: финалиста 1996/97.